# Framo

Barkas-Logo

Framo war eine sächsische Automobilmarke, die ab 1927 Kleintransporter, später auch kleine PKW herstellte. Der Name Framo leitet sich von der ursprünglichen Produktionsstätte Frankenberg (bis 1933) ab: Frankenbergmotorenwerke. Nach dem Zweiten Weltkrieg setzte die IFA unter dieser Marke die Produktion von Kleintransportern fort. 1957 erfolgte die Umbenennung in VEB Barkas-Werke Hainichen, kurz darauf wurde der Firmensitz von Hainichen nach Karl-Marx-Stadt verlegt und ging dabei in einem Zusammenschluss mehrerer Werke, den VEB Barkas-Werken Karl-Marx-Stadt auf.
Die Marke Framo – mit einem stilisierten F als Logo – wurde durch die 2014 gegründete Framo GmbH reaktiviert, die Elektro-Lkw entwickelt und herstellt.

## Geschichte

### Zeit 1923–1945

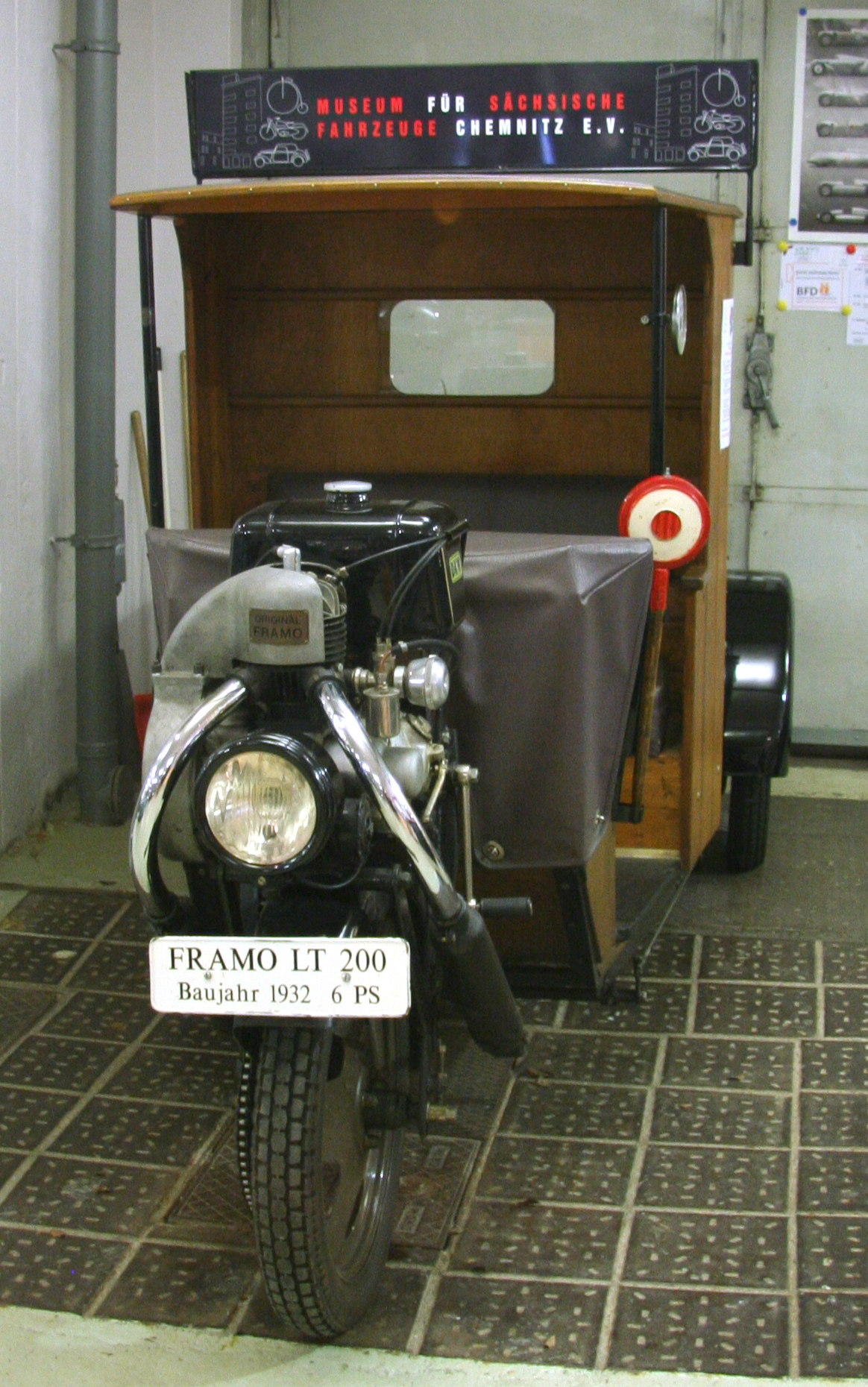
Framo LT 200, Baujahr 1932 im Museum für sächsische Fahrzeuge in Chemnitz

1923 gründete Jørgen Skafte Rasmussen die Metallwerke Frankenberg GmbH. Das Unternehmen produzierte in der ehemaligen Train-Kaserne in Frankenberg und stellte als Zulieferbetrieb Motorradzubehör wie Sättel, Kupplungen und Vergaser für seine nahegelegenen Zschopauer Motorenwerke mit der Marke DKW her. 1927 wurde aus der Kombination eines Motorrads mit einer Ladefläche der robuste und preiswerte DKW-Eil-Lieferwagen (Typenbezeichnung TV 300) als motorisiertes Dreiradfahrzeug hergestellt und schnell erfolgreich. Die Ausführung als Dreirad wurde gewählt, um eine günstige Unterhaltung bezüglich Kfz-Steuer und Versicherung zu gewährleisten. Der TV 300 bewältigte bereits Nutzlasten bis 500 kg und war seinerzeit erfolgreich, obwohl er ohne Lenkrad, Fahrerhaus, elektrischem Anlasser und Rückwärtsgang sehr spartanisch ausgestattet war. Wie die Nachfolgetypen auch, hatte er einen luftgekühlten Einzylinder-Zweitaktmotor von DKW.
1931 folgten die Typen LT 200 und LT 300 mit der Typbezeichnung entsprechender Hubraumgröße. Neben einem Fahrerhaus war nun gegen Aufpreis auch ein elektrischer Anlasser und ein Getriebe mit Rückwärtsgang lieferbar. Das Chassis dieser Typen wurde bereits umfangreich nach Indien exportiert und dort für Rikscha-Aufbauten verwendet. Serienmäßig kam der Rückwärtsgang schließlich ab 1933 in den Typen LTH 200/300, die nun auch ein Lenkrad und eine Motorhaube hatten. Die Motorleistung betrug 7- bzw. 9 PS. Diese einfachen, preiswerten Kleintransporter waren so erfolgreich, dass Framo vergleichsweise gut durch die Weltwirtschaftskrise kam.

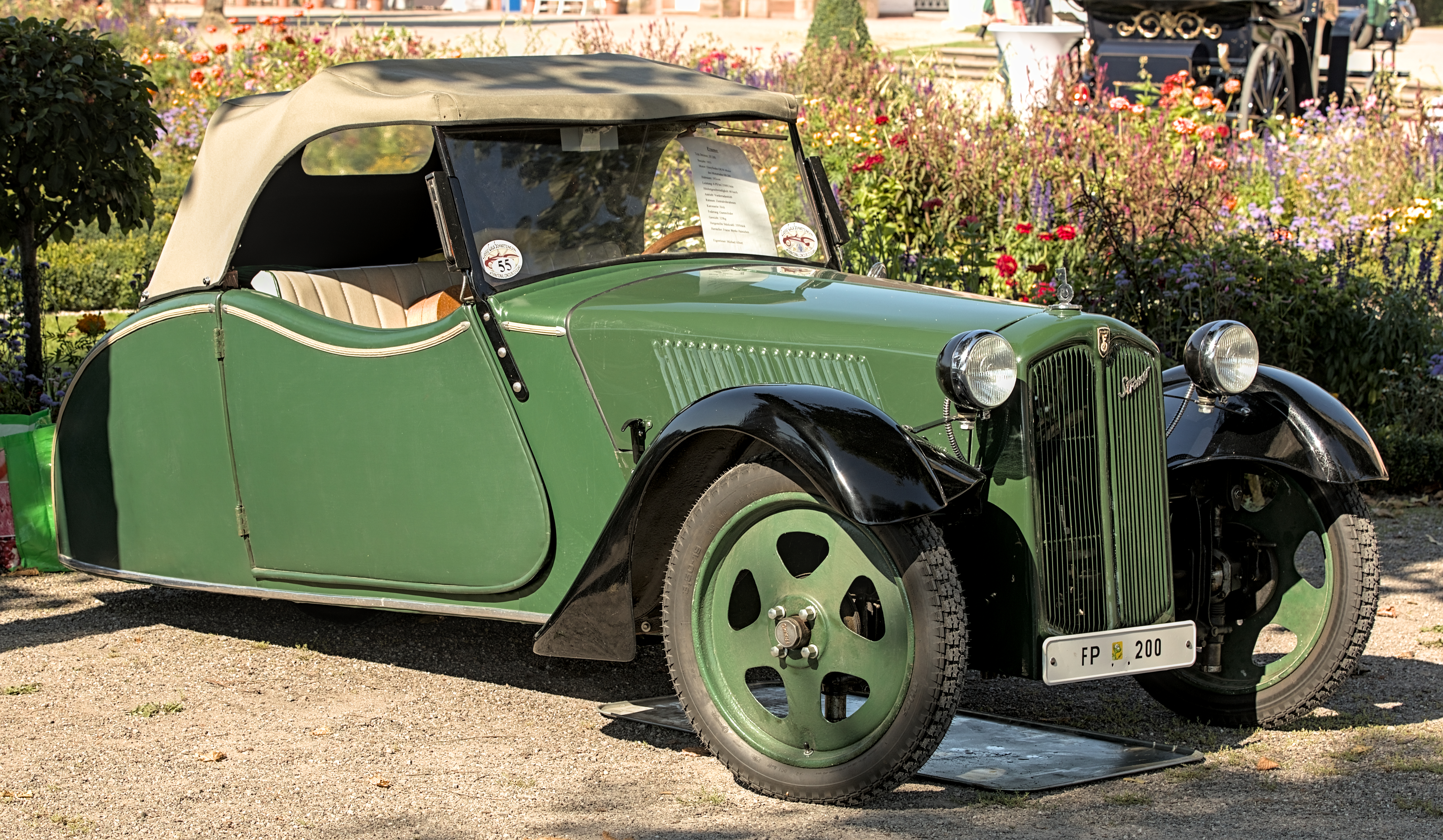
Framo Stromer

1932/33 brachte Framo den ersten Pkw heraus, den Typ FP 200/300 „Stromer“ mit luftgekühltem DKW-Einbaumotor und Frontantrieb, mit zwei Rädern vorn und einem Rad hinten. Er wurde seinerzeit als einer der originellsten und fortschrittlichsten Kleinstwagen bewertet und war steuer- und führerscheinfrei. Er bot zwei Erwachsenen und zwei Kindern Platz, hatte ein 4-Gang-Getriebe mit Rückwärtsgang und erreichte eine Höchstgeschwindigkeit von 60 km/h. Die Karosserie bestand aus kunstlederbezogenem Sperrholz. Die Auspuffabgase wurden bei diesem Modell durch den Zentralrohrrahmen geleitet. Die Nachfolger Piccolo VH 200 und Piccolo VH 300 hatten vier Räder und einen Heckmotor, der das linke Hinterrad per Kette antrieb. Später wurde eine Kühlerattrappe vorn eingebaut. In drei Jahren wurden von den drei Baureihen allerdings nur insgesamt rund 1070 Exemplare verkauft.
Ab 1933 wurden die Werke mit inzwischen 700 Mitarbeitern schrittweise nach Hainichen verlegt, wo Rasmussen die ehemaligen Werkhallen einer Kämmerei und Spinnerei erworben hatte, da die Reichswehr die ehemalige Frankenberger Kaserne reaktivieren wollte. Obwohl die Fabrik nicht mehr am Ursprungsort ansässig war, wurden sie am 1. Januar 1934 in Framo-Werke GmbH umfirmiert; der Name war ein Akronym: Frankenbergmotorenwerke.
Die weitere Entwicklung der Kleinlastwagen vollzog sich rasant: Aus dem Stromer wurde der erste vierrädrige Lieferwagentyp FPT 300 abgeleitet. Parallel wurden die dreirädrigen Kleinlieferwagen weitergebaut, 1935 erfolgte eine Weiterentwicklung im Detail zu den Typen LTP 200/300. Im selben Jahr wurde ein größerer, vierrädriger Kleinlastwagen mit 1 t Nutzlast unter der Bezeichnung HT 600 herausgebracht, der mit einem wassergekühlten Zweizylindermotor (ebenfalls von DKW) ausgestattet war. Das Prinzip des Zweitakt-Frontmotors wurde beibehalten. Bereits 1937 erfolgte die Ablösung durch die Modelle HT 1200 und V 1200 mit 1,1 t Nutzlast. Diese Typen hatten nunmehr einen wassergekühlten Vierzylinder-Viertaktmotor mit 34 PS Leistung. Die Karosserie entstand erstmals in Gemischtbauweise (Stahlblech auf Holzgerippe). Das Transportdreirad wurde im selben Jahr durch eine völlige Neukonstruktion, den LTG ersetzt. Dieses Modell gab es als D 200 mit Einzylinder-DKW-Motor (5,5 PS) und 0,6 t Nutzlast und als D 500 mit Zweizylinder-DKW-Motor (13 PS) mit 0,75 t Nutzlast. Damit waren die Möglichkeiten eines dreirädrigen Transporters ausgereizt.
1939 kam als neuer vierrädriger Kleintransporter das Modell LTV bzw. V 500 mit einem Motor von 494 cm³ Hubraum und einer Leistung von 13 PS und einem Zentralrohrrahmen auf den Markt. Die Höchstgeschwindigkeit betrug 60 km/h. Der V 500 war der erste deutsche, vierrädrige Dreivierteltonner und wurde in großen Stückzahlen produziert.
Im Zuge des Zweiten Weltkriegs wurde das Fertigungsprogramm bei Framo 1941 im Rahmen des Schell-Plans auf einen sogenannten Einheitstyp 650/2 beschränkt. Dabei handelte es sich schlussendlich um einen weiterentwickelten V 500, den Framo V 501 mit 15 PS. In der Motorenentwicklung arbeitete Arne Skafte Rasmussen mit, 1943 wurde der Doppelkolbenmotor U 500 mit 17 PS eingebaut. Im selben Jahr musste Framo die Fahrzeugherstellung jedoch endgültig beenden, stattdessen wurde ab 1. Oktober 1943 die Rüstungsproduktion aufgenommen. So wurden zum Beispiel Bauteile für Panzerabwehrkanonen und Nebelwerfer produziert. Deshalb wurde der Betrieb ab 1945 als Rüstungsbetrieb fast vollständig demontiert. Hans Werner Skafte Rasmussen, der damalige Geschäftsführer, wurde von den Sowjets verhaftet und starb am 21. September 1945 im Internierungslager Toszek.

### Neuzulassungen von Framo-Pkw im Deutschen Reich von 1933 bis 1938
| Jahr | Zulassungszahlen |
| ---- | ---------------- |
| 1933 | 3                |
| 1934 | 368              |
| 1935 | 337              |
| 1936 | 21               |
| 1937 | 6                |
| 1938 | 2                |

### Neuanfang ab 1946 und das Ende der Marke Framo
Nach dem Zweiten Weltkrieg wurde der Betrieb von den Sowjets vollständig demontiert. 1945 wurde mit wenigen Mitarbeitern die Herstellung einfachster Bedarfsgüter wie Kartoffelpressen und -körbe, Handwagen, Kinderroller und Küchenherde begonnen. Mitte 1946 wurde die Fertigung eines Gespannwagens für die Landwirtschaft genehmigt, außerdem setzte die Ersatzteilproduktion und Kfz-Instandsetzung ein. Am 1. Juli 1949 wurde Framo in Volkseigentum übergeführt und gleichzeitig in den IFA eingegliedert. Ende des Jahres wurde die Produktion des V 501 (nun als V 501/2) wieder aufgenommen, allerdings nur in der Pritschenausführung. Der markante Doppelkolbenmotor wurde zunächst beibehalten.
Bereits 1950 konnten 700 Kleintransporter ausgeliefert werden, da Framo schon vor dem Krieg seine wichtigsten Zulieferer in Ostdeutschland hatte und sich die nötige Umorientierung infolge der deutschen Teilung in Grenzen hielt. 1951 begann der Export. 1951 wurde auf den inzwischen verfügbaren Dreizylinder-Zweitaktmotor des IFA F9 mit 24 PS umgestellt, die Typbezeichnung änderte sich daher in Framo V 901. Der 1954 herausgebrachte Typ V 901/2 unterscheidet sich zwar äußerlich deutlich durch das verbreiterte Fahrerhaus mit modernisierter Frontpartie, vom um 10 cm verlängerten Radstand abgesehen änderte sich technisch jedoch fast nichts. In dieser Form wurde der Transporter noch bis 1961 produziert.
Als sichtbares Zeichen eines völligen Neuanfangs erfolgte 1957 eine Umbenennung der früheren Marke Framo in Barkas. Die Betriebsleitung zog von Hainichen nach Karl-Marx-Stadt um und damit vereinigte man die Barkas Werke Hainichen mit den Motorenwerken und dem Fahrzeugwerk zum VEB Barkas-Werke. In diesem Zusammenhang wurde auch der Framo V 901/2 in Barkas V 901/2 umbenannt, im Volksmund blieb es jedoch bei der Bezeichnung als Framo.
Ab 1954 wurde systematisch an einem komplett neu entwickelten Nachfolger unter der Bezeichnung „L1“ gearbeitet, da eine Studie des Forschungs- und Entwicklungswerkes Chemnitz 1951 die Grundkonzeption der bisherigen Typen als völlig überholt auswies. Einen gänzlich neuen, modernen Transporter brachte das Werk dann schließlich im Jahr 1961 als Barkas B 1000 heraus.
Nachdem die Karosseriefertigung in Karl-Marx-Stadt eingerichtet wurde, da die räumlichen Voraussetzungen in Hainichen für eine selbsttragende Ganzmetall-Karosserie für den B 1000 nicht gegeben waren, verblieb die Endmontage noch bis 1991 in Hainichen.

## Technische Daten der Framo-Pkw
| Typ                   | Stromer FP 200                 | Piccolo VH 300                | Piccolo VH 200                |
| --------------------- | ------------------------------ | ----------------------------- | ----------------------------- |
| Bauzeitraum           | 1933                           | 1934–1935                     | 1935                          |
| Aufbauten             | L2, Cb2                        | L2, Cb2                       | L2                            |
| Motor                 | Einzylinder, 2-Takt-Ottomotor  | Einzylinder, 2-Takt-Ottomotor | Einzylinder, 2-Takt-Ottomotor |
| Ventile               | ohne                           | ohne                          | ohne                          |
| Bohrung × Hub         | 60 mm × 68,5 mm                | 74 mm × 68,5 mm               | 60 mm × 68,5 mm               |
| Hubraum               | 192 cm³                        | 297 cm³                       | 192 cm³                       |
| Leistung              | 4,4 kW / 6 PS                  | 5,9 kW / 8 PS                 | 4,4 kW / 6 PS                 |
| bei Drehzahl          | 3500/min                       | 3500/min                      | 3500/min                      |
| Verdichtung           | 5,8: 1                         | 5,8: 1                        | 5,8: 1                        |
| Verbrauch             | 6 Liter / 100 km               | 6 Liter / 100 km              | 6 Liter / 100 km              |
| Getriebe              | 4-Gang mit Krückstockschaltung | 3-Gang mit Mittelschaltung    | 3-Gang mit Mittelschaltung    |
| Höchstgeschwindigkeit | 60 km/h                        | 62 km/h                       | 57 km/h                       |
| Leergewicht           | 320 kg                         | 375 kg                        | 350 kg                        |
| Bordspannung          | 6 Volt                         | 6 Volt                        | 6 Volt                        |
| Länge                 | 3100 mm                        | 3000 mm                       | 3000 mm                       |
| Breite                | 1400 mm                        |                               |                               |
| Höhe                  | 1270 mm                        | 1400 mm                       | 1400 mm                       |
| Radstand              | 2168 mm                        | 2260 mm                       | 2260 mm                       |
| Spur vorne/hinten     | 1250 mm / 0                    | 1100 mm / 1100 mm             | 1100 mm / 1100 mm             |
| Reifengröße           | 26" × 3,50"                    | 25" × 3,00" oder 3,00-19"     | 25" × 3,00" oder 3,00-19"     |

- L2 = 2-türige Limousine
- Cb2 = 2-türiges Cabriolet

## Fotos

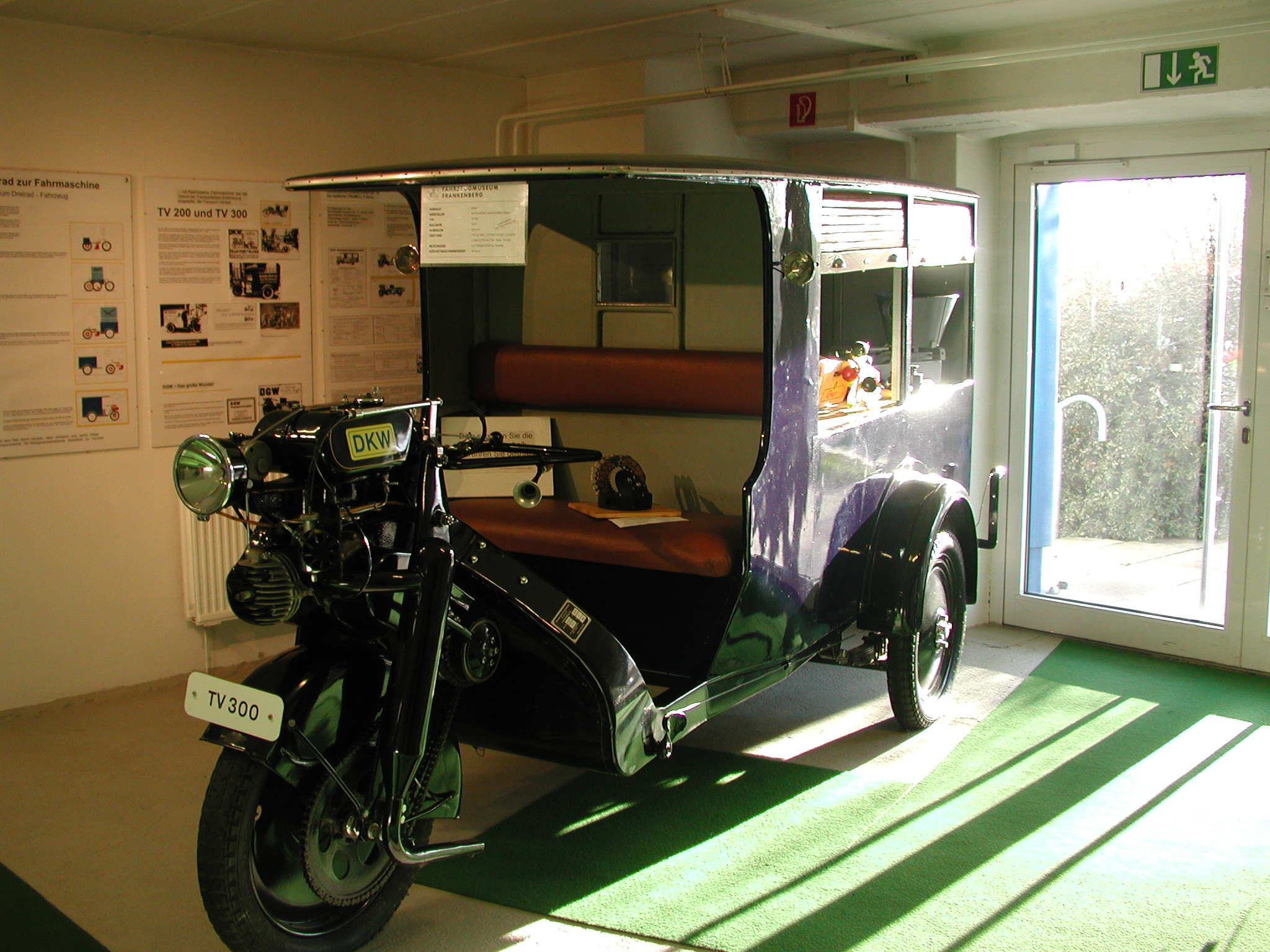
Framo TV 300 im Fahrzeugmuseum Frankenberg
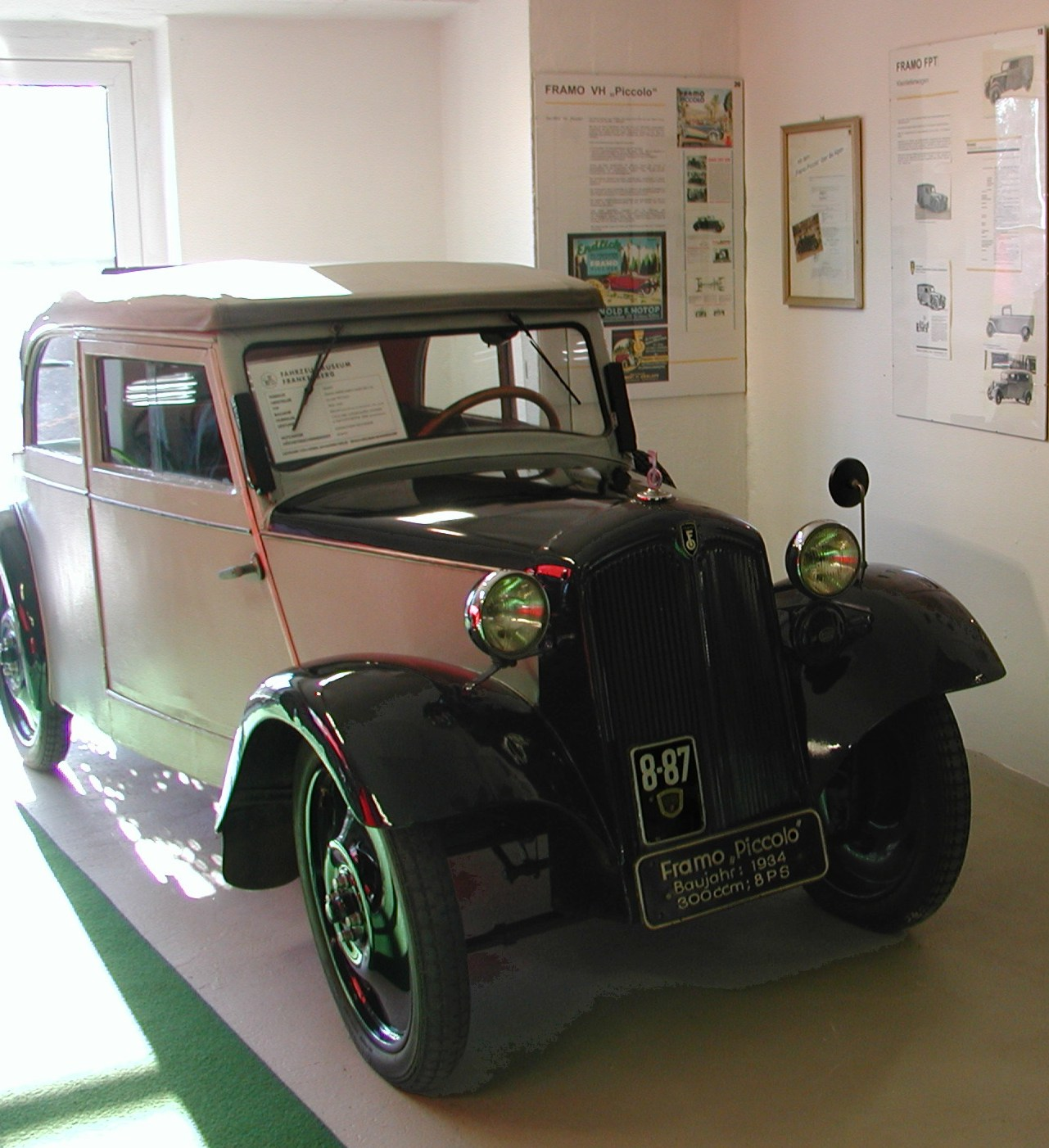
Der Pkw „Piccolo“ im Fahrzeugmuseum Frankenberg
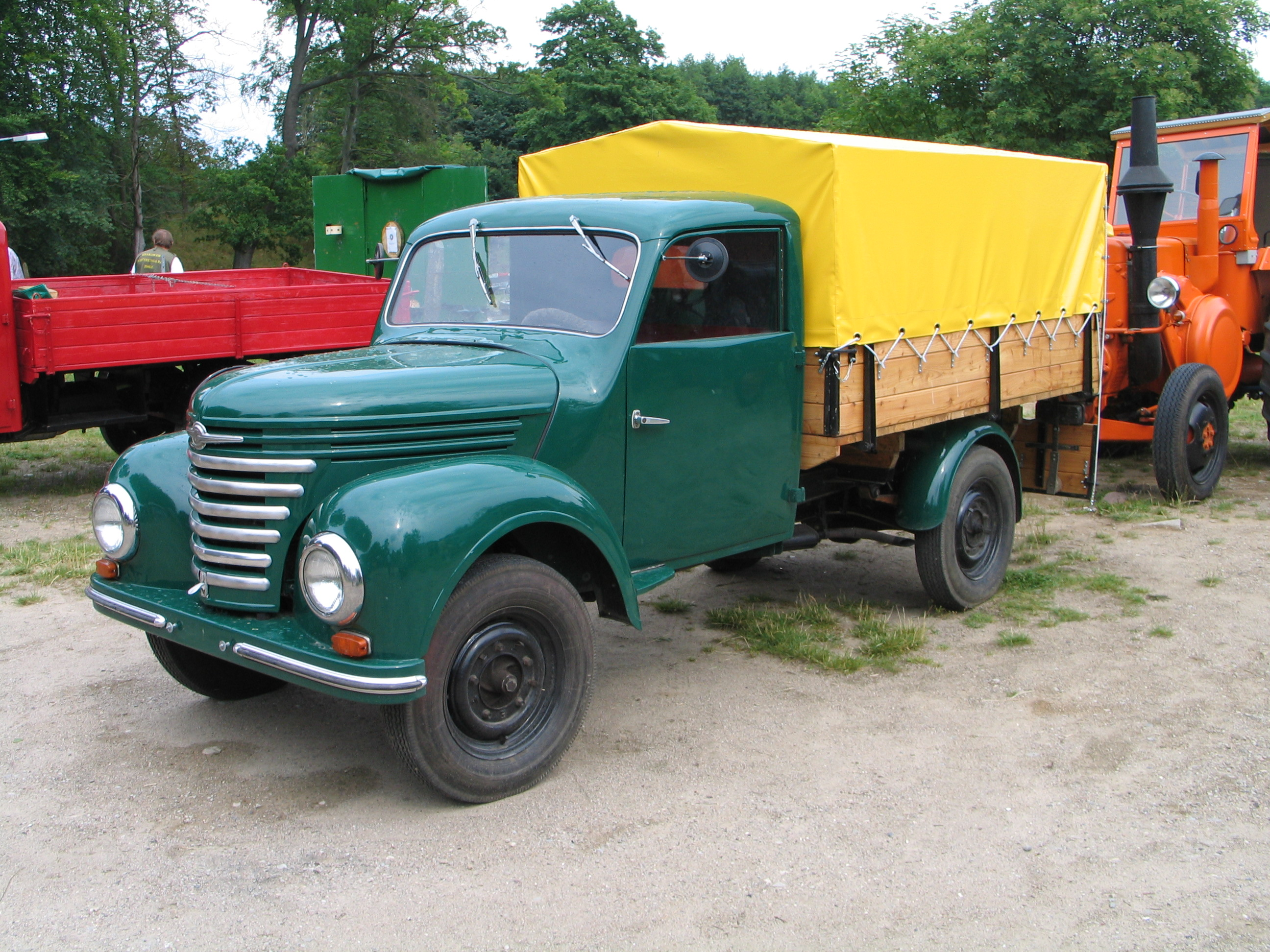
Framo V 901/2
Framo V 901/2 (1958)